# 康羅 (德克薩斯州)
康羅（英語：Conroe）是一個位於美國德克薩斯州蒙哥馬利縣的城市。根據2010年美國人口普查，該地共人口87654人，而該地的面積約為186.00平方千米。同時該地也是蒙哥馬利縣的縣治。

## 地理
康羅的座標為30°18′58″N 95°27′32″W / 30.31611°N 95.45889°W，而該地的平均海拔高度為62米（即205英尺）。